# Kate Mason Rowland

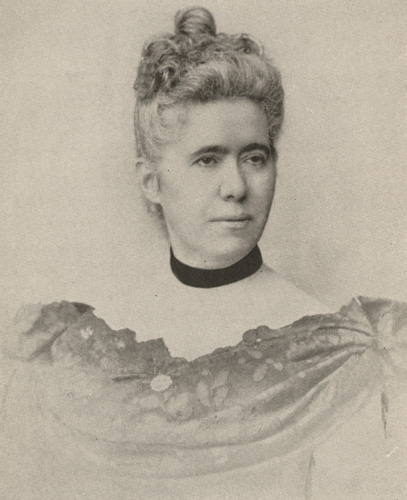
Kate Mason Rowland (Photographie, etwa 1892)

Kate Mason Rowland (* 22. Juni 1840 in Detroit, Michigan; † 28. Juni 1916 in Richmond, Virginia) war eine US-amerikanische Historikerin.

## Leben und Werk
Ihr Vater war Isaac Springer Rowland; ihre Mutter Catherine Armistead Mason Rowland. Mütterlicherseits war sie Nachkomme der illustren Mason-Familie, aus der mehrere bedeutsame Politiker stammten. Dazu gehört auch der Gründervater George Mason, dessen Ururgroßnichte sie war. Sie zog in ihrer Jugend nach Virginia und erlebte dort den Amerikanischen Bürgerkrieg auf Seite der Südstaaten. Ihre Erlebnisse als Krankenpflegerin verletzter Südstaatensoldaten beeinflusste sie hin zur Lost Cause. Dies ist eine revisionistische und pseudowissenschaftliche Ideologie laut der die rassistischen Konföderierte Staaten von Amerika die angeblich heroische Sache der States’ Rights vertreten hätten und nicht ihr Recht auf die Sklaverei.
Nach dem Krieg widmete sie sich der Literatur und Geschichtswissenschaft. Sie veröffentlichte mehrere Bücher über verschiedene Gründerväter wie George Mason und Charles Carroll, die sie im Rahmen der Lost Cause interpretierte. In Zeitschriften verteidigte sie die Lost Cause und engagierte sich für die United Daughters of the Confederacy. Auch wirkte sie als Herausgeberin, beispielsweise der Gedichte des Konföderationsdichters Francis Orray Ticknor.